# Umaru Yar'Adua
Umaru Musa Yar'Adua (Katsina, 9 juli 1951 – 5 mei 2010) was een Nigeriaans politicus. Hij was van 29 mei 2007 tot aan zijn dood op 5 mei 2010 President van Nigeria.
Hij was sinds 29 mei 1999 de gouverneur van de deelstaat Katsina in Noord-Nigeria. Hij werd tot winnaar van de controversiële presidentsverkiezingen van 21 april 2007 uitgeroepen en werd op 29 mei 2007 beëdigd als president en opvolger van Olusegun Obasanjo. Hij was lid van de regeringspartij People's Democratic Party.

## Biografie
Yar'Adua was afkomstig uit een aristocratische Fulbe-familie in Katsina en behaalde de graad van Master in de scheikunde. Hij gaf les in Lagos, Zaria en Katsina.
In 1999 werd Yar'Adua gouverneur van Katsina, en in die functie maakte hij van Katsina de vijfde Nigeriaanse deelstaat die de sharia-wet (islamitische wet) aannam. In 2002 werd door die wet Amina Lawal, een vrouw uit Katsina, veroordeeld tot de dood door steniging omdat zij overspel gepleegd had. Dit voorval kreeg internationale aandacht en leidde indirect tot de Miss World-rellen. Een jaar later werd het vonnis in beroep verworpen.
Als gouverneur was hij een van de weinige gouverneurs in Nigeria met een vlekkeloos blazoen, zonder lopende aanklachten van corruptie. Daarom steunde zijn voorganger Obasanjo zijn kandidatuur voor het presidentschap.
Yar'Adua won de presidentsverkiezingen van 2007 met 70% van de stemmen, maar de verkiezingen werden erg bekritiseerd door waarnemers. Zijn tegenstanders verwierpen de resultaten en beweerden dat ze gemanipuleerd zijn.
Op 23 november 2009 verliet hij Nigeria om opgenomen te worden in een hospitaal in Saoedi-Arabië voor pericarditis. Sindsdien was hij niet meer in het publiek verschenen. Hierdoor ontstond in Nigeria een gevaarlijk machtsvacuüm, omdat hij geen taken overgedragen had aan de vicepresident. Op 9 februari 2010 droeg de senaat de macht over aan vicepresident Goodluck Jonathan. Op 24 februari 2010 keerde Umaru Yar'Adua terug naar zijn land. Op 5 mei 2010 stierf Adua.